# Lodyans
Genre littéraire
La lodyans (/lodjɑ̃s/, étym. « l'audience ») est un genre littéraire haïtien popularisé par de nombreux auteurs dans l'objectif de faire passer l'audience d'un milieu populaire au milieu academique, caractérisé par un récit bref proche du conte. La personne qui conte des lodyans est appelée un lodyanseur ou une lodyanseuse (en créole haïtien : lodyansè).
D'abord un genre oral, la lodyans a commencé son essor à l'écrit à partir de la toute fin du XIXe siècle sous l'impulsion de Justin Lhérisson à travers ses ouvrages comme ; zoune chez sa ninnaine et la famille pitite caille, et Fernand Hibbert à travers ses ouvrages comme ; sena et les thazars lorsque ceux-ci ont publié des lodyans dans Le Soir, quotidien haïtien, entre 1899 et 1908.
De par l'evolution de ce genre qu'est l'audience, on va assister dans la fin de ce siècle émergence d'une maturité dudit genre avec Maurice Sixto qui est reconnu aujourd'hui comme le Mèt lodyansè (« Maître audienceur »). Ses nombreuses lodyans (Lea Kokoye, Ti Sentaniz, Gwo mosso, ...) dépeignent avec humour, tendresse et acuité mais sans faux-fard, ni fausse complaisance les choses et les gens d’Haïti.
L'écrivain et géographe haïtien Georges Anglade a écrit de nombreux lodyans à la fin de sa vie et a également théorisé cette pratique littéraire. Pour lui, la lodyans fait partie des « créations collectives haïtiennes les plus significatives », il à meme mentionne que l'audience haitienne est un marqueur incontournable de notre culture et qu'il existe un rire haitien, un rire typique qui accompagne tout, il est comme le realisme merveilleux de la littérature latino-americaine du type de l'esprit francais, de l'humour juif( Spear le 14 avril 2009).

## Les lodyanseurs d'Haiti
- Justin Lhérisson (1873-1907), auteur de « deux audiences » très populaires dans le milieu littéraire haïtien : La Famille des Pitite-Caille (1905) et Zoune chez sa ninnaine (1906)[4]. Il est considéré comme le principal précurseur de ce genre littéraire[5].
- Fernand Hibbert (1873-1928)
- Jacques Roumain (1907–1944), auteur du très populaire roman "Gouverneurs de la Rosée". D'ailleurs, aux yeux de Maximilien Laroche, Roumain a le mérite de, à travers ce roman, permettre à la Lodyans de connaitre un succès international[5].
- Maurice Alfredo Sixto (1919-1984)
- Jacques Stephen Alexis
- René Dépestre
- Franckétienne
- Georges Anglade (1944-2010)